# 蔓脚類
蔓脚類（まんきゃくるい／つるあしるい、学名: Cirripedia）は、甲殻類に属す動物群。分類学上は蔓脚下綱とされる。フジツボ下綱とも呼ばれ、広い意味でのフジツボに相当の分類群であるが、通常フジツボと呼ばれるのはその一部でしかなく、形態的には様々である。2019年9月には約1,220種が知られる。

## 形態・生態
すべて海産。成体はフジツボなど固着性・濾過食性のものと、寄生性のフクロムシ（根頭上目）がある。固着性のものでは複数の硬い殻を持ち、蔓脚だけを殻の外に出して食物を集める。幼生としてノープリウス幼生とキプリス幼生の2段階あり、これらは遊泳性である。成体は頭に当たる側の第一触角で基体または宿主に固着する。
蔓脚という名は脚（触手のように見える付属肢）が長く湾曲している特徴による。ラテン名Cirripediaも「脚が曲がっている」を意味する。ただしフクロムシの成体は極度に退化し脚を持たない。
顎脚綱の基本的な体制は、頭部・胸部・腹部に分かれ、胸部に付属肢がある。蔓脚類の幼生はこの基本型に近いが、成体では固着性または寄生性に適応して頭部と胸部が大幅に退化している。

## 下位分類
- 完胸上目 Thoracica
  - 有柄目 Pedunculata - 筋肉質の柄により基体に付く。
    - エボシガイ亜目 Lepadomorpha - エボシガイ
    - ミョウガガイ亜目 Scalpellomorpha - カメノテ、ミョウガガイ

  - 無柄目 Sessilia - 柄がなく、石灰質の殻が基体に固着する。
    - ハナカゴ亜目 Verrucomorpha
    - ブラキレパドモルファ亜目 Brachylepadomorpha
    - フジツボ亜目 Balanomorpha - フジツボ
- 根頭上目 Rhizocephala - 根のように伸びた組織で宿主から栄養を取る。フクロムシ。
  - ケントロゴン目 Kentrogonida
  - アケントロゴン目 Akentrogonida
- 尖胸上目 Acrothoracica - サンゴ、貝殻などに穿孔し固着する。ツボムシ。

## ギャラリー

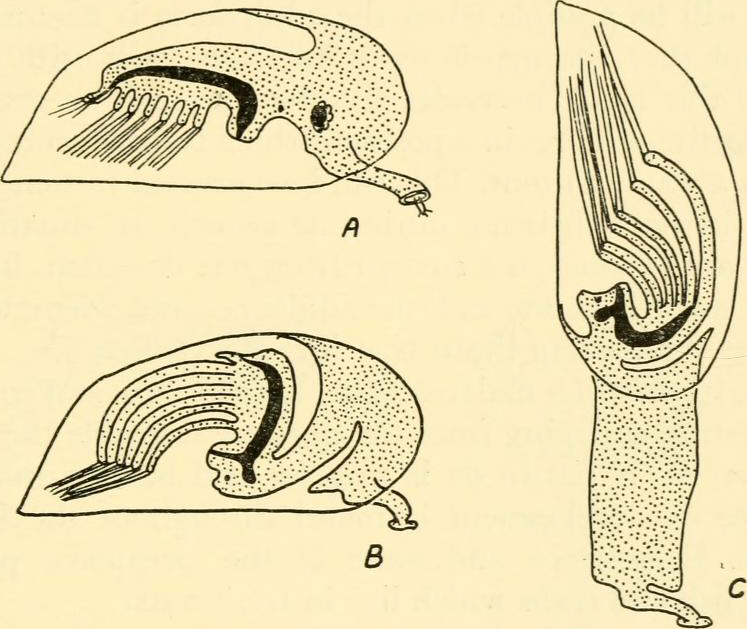
蔓脚類のキプリス幼生から有柄目への変態
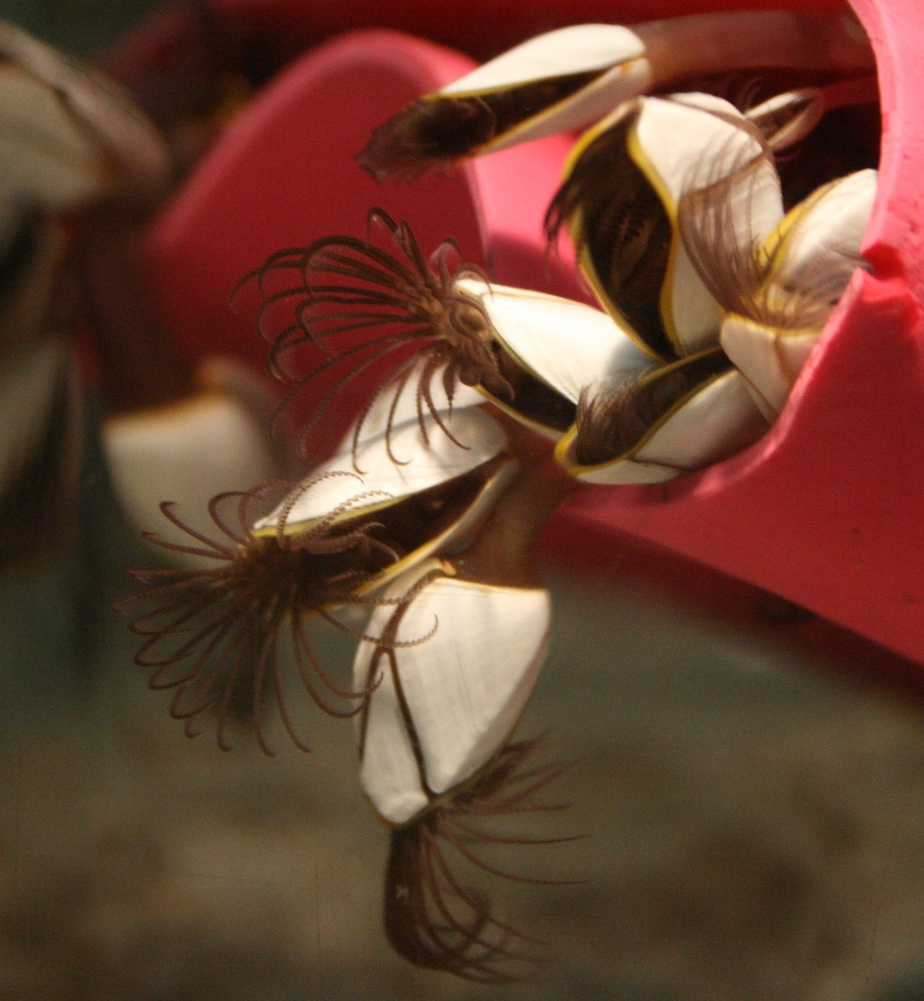
水中の有柄目
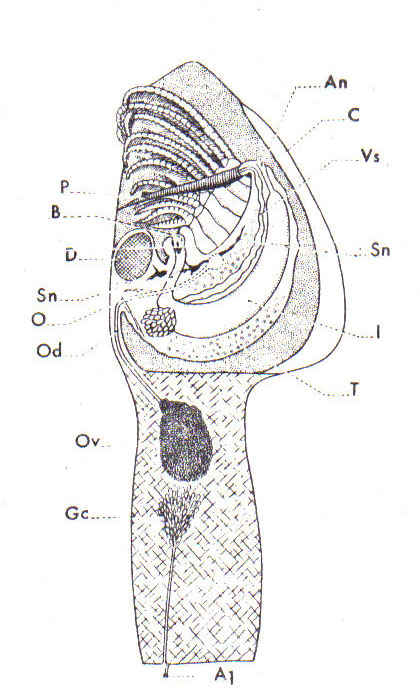
一般的な有柄類の解剖図。
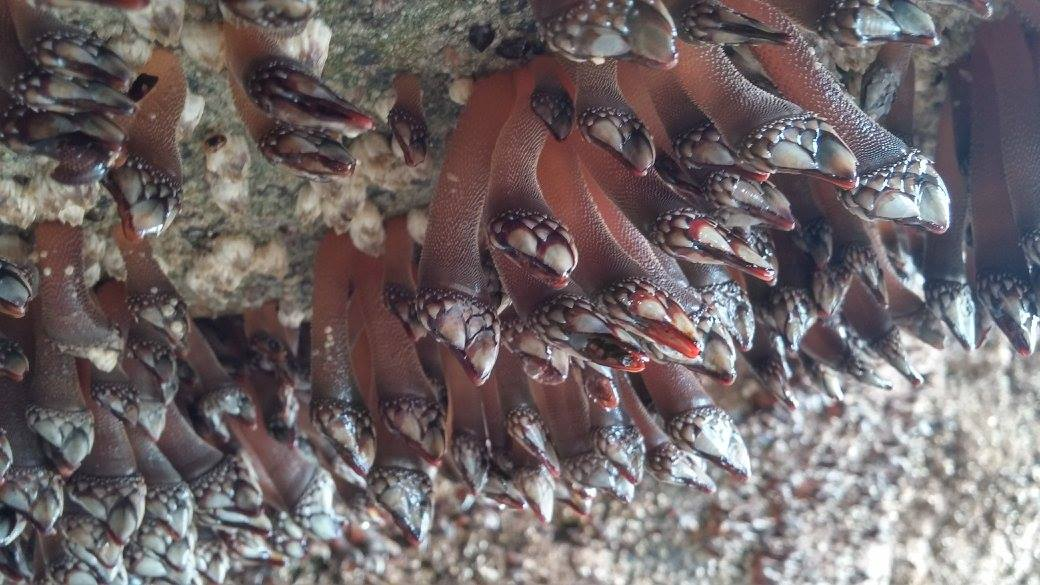
有柄類の群生
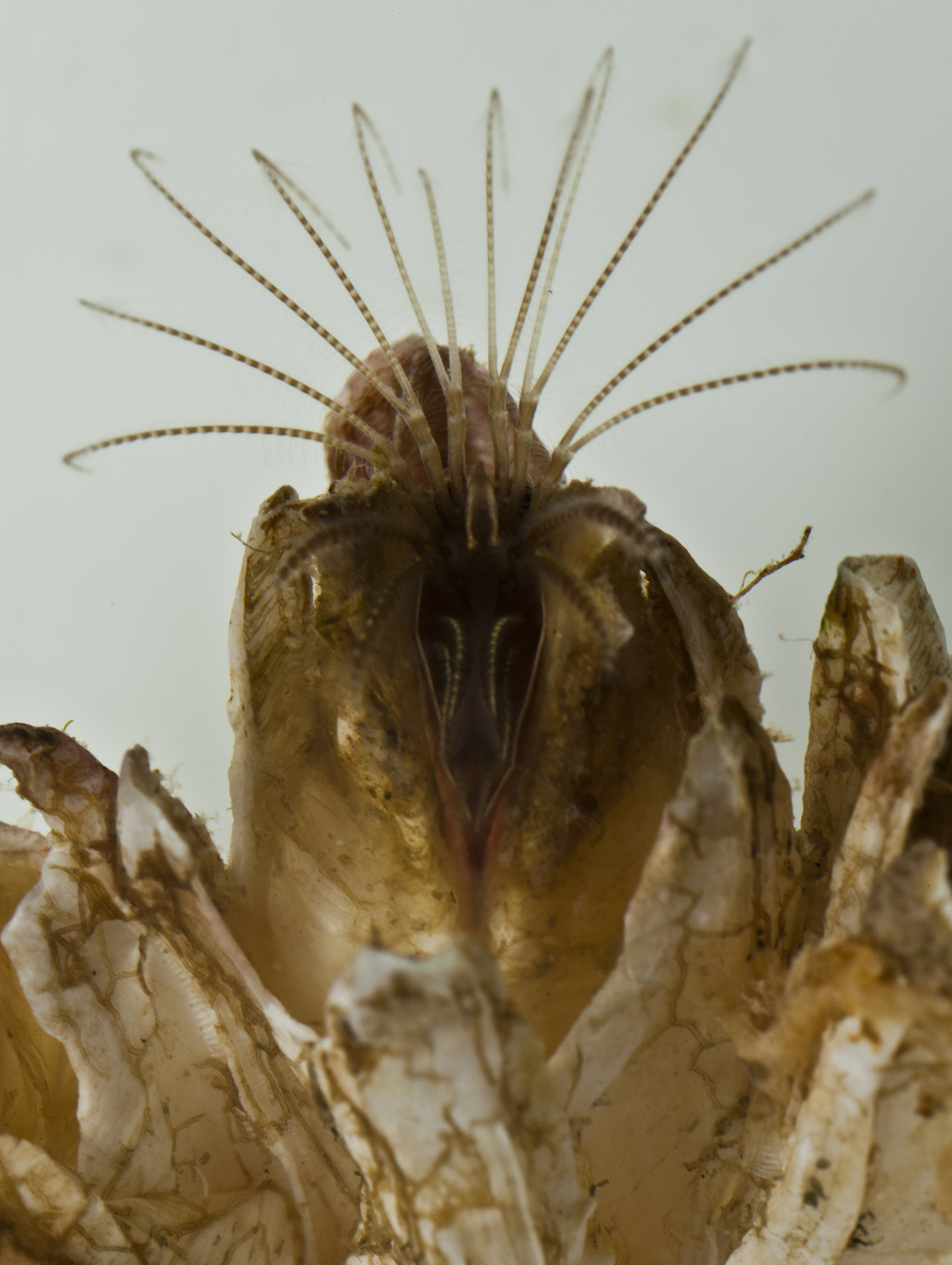
水中の無柄目。